# La Vanguardia
La Vanguardia (katalanskt uttal: /ɫə βəŋˈɡwardiə/; spanskt uttal: /la βaŋˈɡwarðja) är en spansk dagstidning, grundad 1881. Den trycks i spanska och sedan 2011 även i en separat upplaga på katalanska (automatöversatt). Tidningen har sitt huvudkontor i Barcelona, och den är Kataloniens största dagstidning.

## Inriktning
Tidningens redaktionsmässiga linje ligger runt den politiska mitten, och man är liberal i sin opinionsbildning. Under Francos tid vid makten följde man dock Franco-ledda politiska linjen, och än idag har man dragning åt det katolska hållet samt via ägarfamiljen Godó starka band till den spanska adeln.
Inom Godó-koncernen finns även systertidningen El Mundo Deportivo. Denna är Spaniens tredje största dagliga sporttidning, efter Marca och As.

## Historik
Trots att La Vanguardia mestadels distribueras i Katalonien har den Spaniens fjärde eller femte största upplaga bland dagstidningar. Större är endast El País samt de båda dagliga sporttidningarna Marca och As. El Mundo har en större tryckt men mindre såld upplaga än La Vanguardia.
Tidningen grundades 1881, vid en tid då Barcelona utvecklades till ett centrum för Spaniens industrialisering. Den gavs från början ut på spanska, som vid den tiden ökade i betydelse i regionen genom de många inflyttade arbetarna från andra delar av Spanien.
Sedan 2011 ges La Vanguardia även ut i en upplaga på katalanska, som produceras med hjälp av datorstödd översättning mellan spanskt och katalanskt material. Efter att lokalkonkurrenten El Periódico de Catalunya 1997 etablerade sin sidoupplaga på katalanska förlorade La Vanguardia sin position som Kataloniens största dagstidning; denna roll återvann man 2011.
Den katalanska upplagan av tidningen ges ut under samma spanskspråkiga titel (L'Avantguarda hade varit en motsvarande titel på katalanska). Däremot skrivs namnet på regionen som Catalunya i tidningens båda upplagor, till skillnad mot den egentliga stavningen Cataluña. Tidningens politiska linje är moderat men i likhet med El Periódico med en klart katalansk identitet. Man är klar motståndare till den självständighetsivrande linjen hos många mindre och medelstora katalanska dagstidningar.

## Upplageutveckling
Den tryckta upplagan för tidningen 2016 var på i snitt 136 508, varav 114 960 var såld medelupplaga. Av den försålda upplagan var cirka 67 000 exemplar på spanska och knappt 49 000 exemplar på katalanska. Detta gjorde tidningen då till den tredje största allmänna dagstidningen i Spanien efter tryckt upplaga (efter El País och El Mundo), samt till näst störst efter såld upplaga (efter El País).

### Upplagor per år
- 2016 – 136 508
- 2017 – 105 811[2]
- 2018 – 96 345[2]
- 2019 – 88 255[3]
- 2020 – 75 229[4]